# 邨岡良弼
邨岡 良弼（むらおか りょうすけ、 弘化2年2月10日（1845年3月17日） - 大正6年（1917年）1月4日）は、明治時代の法制官僚、法制史学者、歴史学者。幼名は五郎。字は賚卿。号は櫟斎。旧姓は渋谷氏、本姓は平氏。正七位。

## 生涯
弘化2年2月10日（1845年3月17日）、下総国香取郡北中村（千葉県多古町北中）の名家渋谷義孝と勝間田氏の間に生まれた。幼くして宗家匡道に四書五経を学び、安政5年（1858年）江戸に出て昌平坂学問所水本成美に学問を学び、一橋家侍臣鈴木清熙に書道を学んだ。明治2年（1869年）正月、和漢の律令法制を学ぶために昌平黌（7月に大学校に統合）明法科に籍を置いたが官に召されて同年11月退学したが、大学少博士岡松甕谷私塾に仮寓し、刑部省で新律綱領の策定に携わった。明治4年（1871年）、水本成美の紹介で中博士箕作麟祥私塾でフランス法を学んだ。明治4年（1872年）9月、フランス法教育機関として司法省に設置された明法寮の修志局長に就任し、『刑法沿革志』を編纂した。明治5年（1873年）には改定律例編修に関わった。
明治7年（1874年）1月、長崎裁判所開設に伴い長崎に赴任し法官となった。この間長崎の国学者池原日南に和歌和文を学んだ。明治8年（1873年）司法省で刑法編修に携わった。辻高節に音律、笙、琴、琵琶を習った。後に明治26年（1893年）大曲伝授を受けた。
明治12年（1879年）7月司法省法制局、明治13年（1880年）3月太政官法制部、明治14年（1881年）12月参事院法制部に転じた。明治16年（1883年）2月、岩倉具視が明治憲法起草に際し宮内省に設置した国史編修局に入局し、『大政紀要』の編纂に参画した。明治17年（1884年）2月図書寮で『図書寮記録』を編纂した。明治20年（1887年）内閣記録局長に就任し、『法規分類大全』編纂を主導した。瑞宝章を賜る。明治20年5月、『如蘭社話』を創刊した。
明治25年（1892年）6月、官職を退き、著述に専念した。明治27年（1894年）、栗田寛の推挙で、旧水戸藩主徳川篤敬に徳川光圀『大日本史』国郡志、諸表の纂訂を委嘱され明治33年（1900年）に纂訂を了えた。明治45年（1912年）、宮内省より六国史校訂材料取調掛を委嘱され、その著『続日本後紀纂詁』に対し大正2年（1913年）7月、帝国学士院より恩賜賞を受賞した。
大正6年（1917年）1月4日、東京市小石川区高田老松町（東京都文京区目白台）の自宅で死去した。1月7日染井斎場にて神葬祭が行われ、染井霊園に葬られた。

## 官歴
- 明治2年11月 - 刑部少録
- 明治4年8月 - 司法中録
- 明治4年9月 - 明法権少法官
- 明治5年2月 - 明法中属
- 明治5年8月 - 明法権少法官
- 明治7年1月 - 長崎裁判所法官
- 明治7年5月 - 長崎裁判所二級判事補
- 明治8年5月 - 司法権大解部
- 明治8年12月 - 司法権大録
- 明治9年7月 - 司法大録
- 明治10年1月 - 司法省二等属
- 明治12年3月 - 太政官一等属
- 明治14年10月 - 参事院書記生
- 明治14年12月 - 参事院御用掛
- 明治16年2月 - 参事院議官補、正七位
- 明治16年4月 - 参事院議官補兼宮内省御用掛
- 明治17年2月 - 参事院議官補兼図書寮御用掛
- 明治19年1月 - 内閣属
- 明治19年5月 - 内閣属判任一等、内閣記録課長
- 明治25年6月 - 辞任
- 明治45年1月 - 宮内省六国史校訂材料取調掛
- 大正3年12月 - 辞任

## 著作
- 『続日本後紀纂詁』20巻 - 明治45年3月刊 (NDLJP:772199)
- 『文徳実録纂詁』10巻
- 『日本書紀定本』30巻
- 『日本地理志料』72巻 - 明治35年刊 (NDLJP:762748) 
  - 『日本地理志料 : 古代地名辞書 上』（浜田敦開題）臨川書店、1966年。
- 『法制志』6巻
- 『刑法沿革図解』1巻
- 『楽器考証』9巻
- 『渋谷譜略』1巻 - 明治21年3月刊 (NDLJP:780414)
- 「古牧考附馬政略」1篇
- 「下総国荘園考」1篇
- 「葛西御厨疆域考」1篇
- 『安房国神社志料』1巻
- 「淀姫神社注進状考証」1篇
- 『能登国田数目録解』1巻
- 「大安寺資財帳考証」1篇
- 「興福寺官務帳考証」2篇
- 『拝陵日録』1巻
- 『北総詩史』2巻 - 明治23年4月刊 (NDLJP:894522)
- 『房総游乗』1巻 - 明治30年4月刊 (NDLJP:764389)
- 『千葉日記』1巻 - 大正4年9月刊
- 『小金紀行』1巻
- 『香取紀行』3巻
- 『英上紀游』2巻
- 『高峰の由紀』1巻 - 富士紀行、明治22年7月刊 (NDLJP:765176)
- 『甲信紀程』2巻 - 明治43年1月刊 (NDLJP:765020)
- 『豆山臥遊詩』2巻 - 明治41年刊
- 『介寿録』2巻 - 明治40年9月
- 『谷岡唱和』1巻 - 渋谷啓蔵と共著、明治41年10月 (NDLJP:892710)
- 『鐘情集』2巻 - 明治37年10月、村岡美麻追悼一年祭献詠詞文詩歌遺稿集
- 『国郡捷見』1巻
- 『総州文書纂』9巻
- 『北総人物志』3巻
- 『地理賸語』2巻
- 『詹々小言』2巻
- 『櫟斎偶筆』5巻
- 『赤檮舎叢書』25巻
- 『櫟斎文存』3巻
- 『赤檮の落葉』2巻
- 『良弼詩藻』10巻

## 人物
小柄で痩身ながら癇癪持ちで、家庭内で兢れられていた。同じ癇癪持ちの井上毅の下で勤めたことがあり、出張時の面白い逸話が残っていたという。

## 家族
- 妻：禧子（嘉永元年8月25日 - 大正10年8月）[2] - 江戸幕府奥詰銃隊田中重威女として神田駿河台に生まれた。明治5年成婚。
  - 娘：倭文 - 20歳未満で死去した。
  - 長男：美麻 - 大学在学中に死去した。
  - 次男：安 - 大日本帝国陸軍歩兵大尉を務めた。
  - 三男：良臣 - 掌典を務めた。邨岡家より分家した。